# Chanterelle
Chanterelle é uma comuna francesa na região administrativa de Auvérnia-Ródano-Alpes, no departamento de Cantal. Estende-se por uma área de 20,63 km². Em 2010 a comuna tinha 103 habitantes (densidade: 5 hab./km²).